# 미에사호

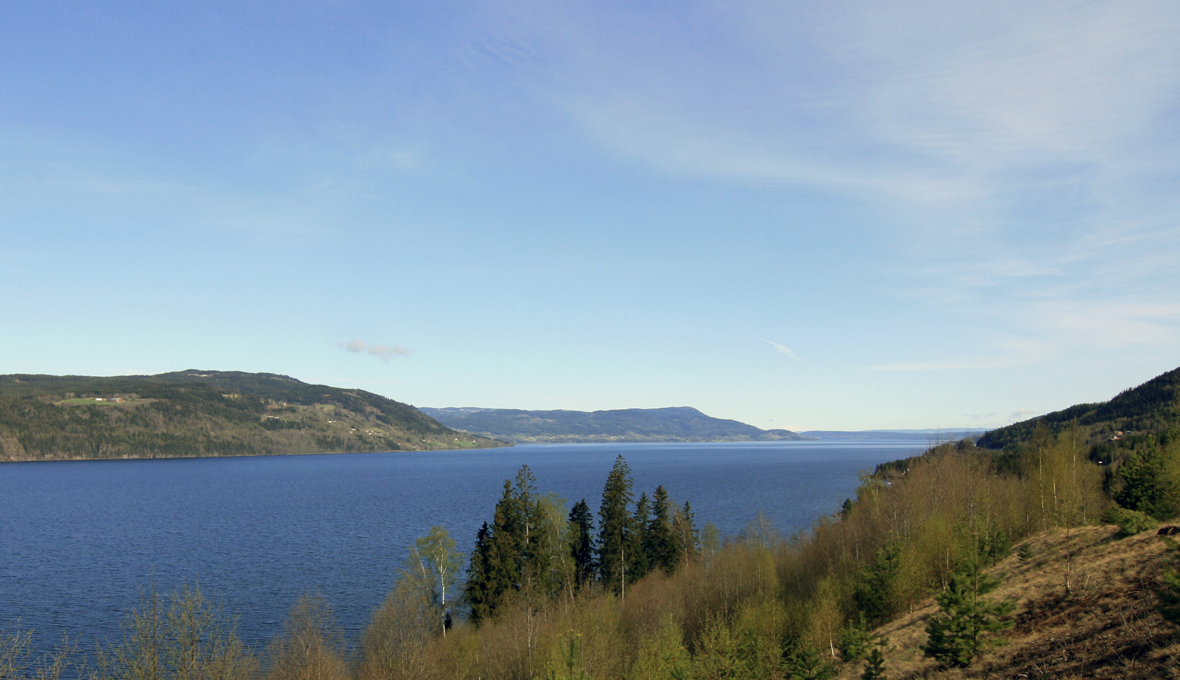
미에사 호

미에사 호(Mjøsa)은 노르웨이 헤드마르크주, 아케르스후스주, 오플란주에 걸쳐 있는 호수로, 깊이는 155m이다.